# Lijst van voetbalinterlands Costa Rica - Cuba
Deze lijst van voetbalinterlands is een overzicht van alle officiële voetbalwedstrijden tussen de nationale teams van Costa Rica en Cuba. De landen speelden tot op heden zestien keer tegen elkaar. De eerste ontmoeting,  een vriendschappelijke wedstrijd, vond plaats op 31 maart 1935 in San Salvador (El Salvador). De laatste wedstrijd, een groepswedstrijd tijdens de CONCACAF Gold Cup 2013, werd gespeeld op 9 juli 2013 in Portland (Verenigde Staten).

## Wedstrijden
| №  | Plaats        | Datum            | Competitie                  | Wedstrijd         | Uitslag |
| -- | ------------- | ---------------- | --------------------------- | ----------------- | ------- |
| 1  | San Salvador  | 31 maart 1935    | Vriendschappelijk           | Costa Rica – Cuba | 2 – 1   |
| 2  | Tegucigalpa   | 16 augustus 1955 | CCCF-kampioenschap 1955     | Costa Rica − Cuba | 6 − 0   |
| 3  | Havana        | 21 februari 1960 | CCCF-kampioenschap 1960     | Cuba − Costa Rica | 0 − 5   |
| 4  | San José      | 5 maart 1961     | CCCF-kampioenschap 1961     | Costa Rica − Cuba | 4 − 1   |
| 5  | Port of Spain | 20 november 1971 | CONCACAF-kampioenschap 1971 | Costa Rica − Cuba | 3 − 0   |
| 6  | San José      | 24 juni 1980     | Vriendschappelijk           | Costa Rica − Cuba | 3 − 0   |
| 7  | Alajuela      | 2 augustus 1983  | Vriendschappelijk           | Costa Rica − Cuba | 3 − 0   |
| 8  | San José      | 4 augustus 1983  | Vriendschappelijk           | Costa Rica − Cuba | 2 − 0   |
| 9  | Oakland       | 4 februari 1998  | CONCACAF Gold Cup 1998      | Costa Rica − Cuba | 7 − 2   |
| 10 | Foxborough    | 16 juli 2003     | CONCACAF Gold Cup 2003      | Cuba − Costa Rica | 0 − 3   |
| 11 | Havana        | 12 juni 2004     | WK 2006 kwalificatie        | Cuba − Costa Rica | 2 − 2   |
| 12 | San José      | 20 juni 2004     | WK 2006 kwalificatie        | Costa Rica − Cuba | 1 − 1   |
| 13 | Seattle       | 9 juli 2005      | CONCACAF Gold Cup 2005      | Costa Rica − Cuba | 3 − 1   |
| 14 | Arlington     | 5 juni 2011      | CONCACAF Gold Cup 2011      | Costa Rica − Cuba | 5 − 0   |
| 15 | Havana        | 11 december 2011 | Vriendschappelijk           | Cuba − Costa Rica | 1 − 1   |
| 16 | Portland      | 9 juli 2013      | CONCACAF Gold Cup 2013      | Costa Rica − Cuba | 3 − 0   |

## Samenvatting
| Competitie        | Totaal gespeeld | Winst Costa Rica | Gelijk | Winst Cuba | Doelsaldo Costa Rica – Cuba |
| ----------------- | --------------- | ---------------- | ------ | ---------- | --------------------------- |
| WK-kwalificatie   | 2               | 0                | 2      | 0          | 3 − 3                       |
| CONCACAF Gold Cup | 9               | 9                | 0      | 0          | 39 − 4                      |
| Vriendschappelijk | 5               | 4                | 1      | 0          | 11 − 2                      |
| Totaal            | 16              | 13               | 3      | 0          | 53 − 9                      |

Wedstrijden bepaald door strafschoppen worden, in lijn met de FIFA, als een gelijkspel gerekend.
FEDEFUTBOL · A-internationals · Selecties · Bondscoaches · Costa Ricaans vrouwenelftal · Costa Rica U21 · Costa Rica U20 · Costa Rica U19 · Costa Rica U18 · Costa Rica U17
1920 – 1949 ·
1950 – 1969 ·
1970 – 1979 ·
1980 – 1989 ·
1990 – 1999 ·
2000 – 2009 ·
2010 – 2019 ·
2020 − 2029
Copa América 1997 · 
Copa América 2001 · 
Copa América 2004 · 
Copa América 2011 · 
Copa América 2016
WK 1990 · 
WK 2002 · 
WK 2006 · 
WK 2014 · 
WK 2018
OS 1980 · 
OS 1984 · 
OS 2004
1921 · 
1922–1929 · 
1930 · 
1931–1934 · 
1935 · 
1936–1937 · 
1938 · 
1939 · 
1940 · 
1941 · 
1942 · 
1943 · 
1944–1945 · 
1946 · 
1947 · 
1948 · 
1949 · 
1950 · 
1951 · 
1952 · 
1953 · 
1954 · 
1955 · 
1956 · 
1957 · 
1958 · 
1959 · 
1960 · 
1961 · 
1962 · 
1963 · 
1964 · 
1965 · 
1966 · 
1967 · 
1968 · 
1969 · 
1970 · 
1971 · 
1972 · 
1973 · 
1974–1975 · 
1976 · 
1977–1978 · 
1979 · 
1980 · 
1981–1982 · 
1983 · 
1984 · 
1985 · 
1986 · 
1987 · 
1988 · 
1989 · 
1990 · 
1991 · 
1992 · 
1993 · 
1994 · 
1995 · 
1996 · 
1997 · 
1998 · 
1999 · 
2000 · 
2001 · 
2002 · 
2003 · 
2004 · 
2005 · 
2006 · 
2007 · 
2008 · 
2009 · 
2010 · 
2011 · 
2012 · 
2013 · 
2014 · 
2015 · 
2016 · 
2017 ·
2018 ·
2019 ·
2020 ·
2021 ·
2022 ·
2023 ·
2024
Argentinië ·
Aruba ·
Australië ·
Barbados ·
België ·
Belize ·
Bermuda ·
Bolivia ·
Bosnië en Herzegovina ·
Brazilië ·
Canada ·
Chili ·
China ·
Colombia ·
Cuba ·
Curaçao ·
Dominicaanse Republiek ·
Duitsland ·
Ecuador ·
El Salvador ·
Engeland ·
Finland ·
Frankrijk ·
Grenada ·
Griekenland ·
Guatemala ·
Guyana ·
Haïti ·
Honduras ·
Hongarije ·
Ierland ·
Iran ·
Italië ·
Jamaica ·
Japan ·
Joegoslavië ·
Kameroen ·
Marokko ·
Mexico ·
Nederland ·
Nederlandse Antillen ·
Nicaragua ·
Nieuw-Zeeland ·
Nigeria ·
Noord-Ierland ·
Noorwegen ·
Oekraïne ·
Oezbekistan ·
Oman ·
Oostenrijk ·
Panama ·
Paraguay ·
Peru ·
Polen ·
Puerto Rico ·
Qatar ·
Rusland ·
Saint Kitts en Nevis ·
Saint Vincent en de Grenadines ·
Saoedi-Arabië ·
Schotland ·
Servië ·
Slowakije ·
Sovjet-Unie ·
Spanje ·
Suriname ·
Trinidad en Tobago ·
Tsjechië ·
Tsjecho-Slowakije ·
Tunesië ·
Turkije ·
Uruguay ·
Venezuela ·
Verenigde Arabische Emiraten ·
Verenigde Staten ·
Wales ·
Zuid-Afrika ·
Zuid-Korea ·
Zweden ·
Zwitserland
Brazilië (2018) ·
China (2002) · 
Duitsland (2006) · 
Ecuador (2006) · 
Engeland (2014) · 
Griekenland (2014) · 
Italië (2014) ·
Nederland (2014) · 
Polen (2006) · 
Servië (2018) ·
Spanje (2022) ·
Turkije (2002) · 
Uruguay (2014) ·
Zwitserland (2018)
AFC · A-internationals · Bondscoaches · Cubaans vrouwenelftal · Cuba U21 · Cuba U20 · Cuba U19 · Cuba U18 · Cuba U17
1920 – 1949 ·
1950 – 1969 ·
1970 – 1979 ·
1980 – 1989 ·
1990 – 1999 ·
2000 – 2009 ·
2010 – 2019 ·
2020 − 2029
WK 1938
OS 1976 ·
OS 1980
Albanië ·
Algerije ·
Angola ·
Antigua en Barbuda ·
Aruba ·
Bahama's ·
Barbados ·
Belize ·
Bermuda ·
Bolivia ·
Britse Maagdeneilanden ·
Bulgarije ·
Canada ·
Chili ·
China ·
Colombia ·
Costa Rica ·
Curaçao ·
DDR ·
Dominica ·
Dominicaanse Republiek ·
Ecuador ·
El Salvador ·
Ghana ·
Grenada ·
Guatemala ·
Guyana ·
Haïti ·
Honduras ·
Indonesië ·
Jamaica ·
Kaaimaneilanden ·
Kameroen ·
Mexico ·
Nicaragua ·
Nederlandse Antillen ·
Panama ·
Puerto Rico ·
Roemenië ·
Saint Kitts en Nevis ·
Saint Lucia ·
Saint Vincent en de Grenadines ·
Suriname ·
Trinidad en Tobago ·
Turks en Caicoseilanden ·
Uruguay ·
Venezuela ·
Verenigde Staten ·
Zuid-Korea ·
Zweden